# Vigo Cup
La Vigo Cup es un torneo de fútbol base internacional que se realiza en la ciudad de Vigo desde el año 2001.
En él participan equipos de Galicia, Portugal, Extremadura, Madrid, Andalucía o incluso de Francia y Reino Unido. 
Desde el año 2001, el torneo lo organiza la fundación Vide (Vigo deporte).

## Estadísticas
Desde el año 2001, por la competición han pasado más de 1.400 equipos y 27.000 participantes.

## Reglas
- Los equipos de este torneo se dividen en categorías sub-16, sub-14, sub-12, sub-10, sub-8 y sub-7 y damas (categoría abierta)
- El torneo se desarrolla en la modalidad de fútbol 7, salvo los sub-16 y sub-14 que j

En la fase previa, que se disputa de lunes a miércoles, los equipos participantes se dividen en varios grupos, dependiendo de la cantidad de equipos inscritos. Tras jugar un mínimo de cuatro partidos, el primer y segundo clasificado de cada grupo pasan a disputar la fase final, mientras que los equipos no clasificados juegan una fase de consolación.
La fase final se disputa de viernes a sábado a modo de eliminatoria, decidiéndose el campeón de cada categoría el domingo, en una final que se disputa generalmente en el estadio de Balaídos, donde juega el Real Club Celta de Vigo.
Además de los partidos, se realiza de forma paralela un torneo de penaltis, en el que cada equipo debe seleccionar un máximo de cuatro jugadores más un portero, y que se organiza en forma de eliminatoria.
Una vez acabadas las finales, se realiza el acto de entrega de premios, donde suelen participar algunas de las personalidades más importantes de la ciudad. Con este torneo se clausura la temporada, ya que es la última actividad futbolística que hay hasta el comienzo del siguiente año deportivo.

## Palmarés
|      | Categorías          |                     |               |               |                      |                       |
| Año  | Benjamín            | Alevín              | Infantil      | Cadete        | Juvenil              | Damas                 |
| 2001 | Colegio Apóstol     | Los Yanquis de Vigo | Celta de Vigo | Choco         | Sp. Club Vianense () | Cios Vigo             |
| 2002 | Alerta Traviesas    | Lorca               | Salgueiros () | Colegio Hogar | Rápido de Bouzas     | Selección de Braga () |
| 2003 | Pabellón de Ourense | Ourense             | Celta de Vigo | Areosa        | Areosa               | Lavadores             |

A partir del año 2004, la organización de las categorías cambió.
|      | Categorías   |                  |                   |                      |                    |                  |                     |
| Año  | Sub-7        | Sub-8            | Sub-10            | Sub-12               | Sub-14             | Sub-16           | Damas               |
| 2004 | .-           | .-               | Casablanca        | Black Seven (Areosa) | Xuventude Aguiño   | Salgueiros ()    | Selecc. de Braga () |
| 2005 | Santa Mariña | Santa Mariña     | Santa Mariña      | Black Seven (Areosa) | Xuventude Aguiño   | Salgueiros ()    | Selecc. de Braga () |
| 2006 | Ponteareas   | Casablanca       | Santa Mariña      | Santa Mariña         | Fernando Pires     | Rápido de Bouzas | El Olivo            |
| 2007 | Santa Mariña | Bragafut ()      | Fernando Pires () | Vigo 2015            | Celta de Vigo      | Alerta Traviesas | El Olivo            |
| 2008 | Coya         | Rápido de Bouzas | Casablanca        | Vigo 2015            | Rápido de Bouzas   | Areosa           | El Olivo            |
| 2009 | Coya         | Rápido de Bouzas | A.J. Lérez        | Celta de Vigo        | Areosa             | Areosa           | El Olivo            |
| 2010 | Victoria     | Coruxo           | Colegio Hogar     | Areosa               | Areosa             | Areosa           | El Olivo            |
| 2011 | Victoria     | Santa Mariña     | Celta de Vigo     | Celta de Vigo        | Celta de Vigo      | Areosa           | El Olivo            |
| 2012 | Santa Mariña | Rápido de Bouzas | Celta de Vigo     | Celta de Vigo        | Celta de Vigo      | Areosa           | El Olivo            |
| 2013 | Victoria     | Areosa           | Celta de Vigo     | Celta de Vigo        | Santa Mariña       | Celta de Vigo    | El Olivo            |
| 2014 | Sárdoma      | Villaquilambre   | Coruxo            | Celta de Vigo        | Coruxo             | Coruxo           | El Olivo            |
| 2015 | Val Miñor    | Sárdoma          | Celta de Vigo     | Celta de Vigo        | FC Maia Lidador () | Areosa           | Erizana             |

### Webs de equipos participantes
| Vigo                         |                             |                     |                  |                   |
| Alerta Navia                 | Arenas de Alcabre SCD       | CD Areosa           | Balaídos CF      | UVCD Candeán      |
| SR Casablanca - CC Mercantil | Colegio Apóstol Santiago CF | Colegio Hogar CF    | Coruxo CF        | CD Coya           |
| Cristo de la Victoria SD     | CD La Guía                  | Gran Peña CF        | Independiente FC | AD Lavadores CF   |
| Moledo CF                    | CD Nieto                    | Racing de Castrelos | Rápido de Bouzas | Rápido de Pereiró |
| San Miguel CF                | UD Santa Mariña             | Sárdoma CF          | CD Teis          | Vigo 2015         |

| Provincia de Pontevedra |                                                                           |    |    |    |
| Erizana CF (Bayona)     | ED Val Miñor Archivado el 7 de julio de 2015 en Wayback Machine. (Nigrán) | .- | .- | .- |

- Datos: Q6161910